# Брандіко
Брандіко (італ. Brandico) — муніципалітет в Італії, у регіоні Ломбардія, провінція Брешія.
Брандіко розташоване на відстані близько 450 км на північний захід від Рима, 70 км на схід від Мілана, 17 км на південний захід від Брешії.
Населення — 1655 осіб (2014).

## Демографія
Населення за роками:

Станом на 1 січня 2023 року в муніципалітеті офіційно проживали 144 іноземці з 21 країни, серед них 69 громадян країн Євросоюзу та 3 громадяни України.

## Сусідні муніципалітети
- Корцано
- Лонгена
- Маклодіо
- Маїрано
- Тренцано